# Павел Дуков
Павел Дуков е български възрожденски църковен деец, архимандрит.

## Биография
Роден е през 1831 година в Неврокоп със светското име Петър Дуков. Учи в родния си град. Става учител в неврокопското килийно училище. Замонашва се в Хилендарския манастир. В 1856 година заминава за Русия, където вероятно учи. Завръща се в Хилендар в 1858 година и живее под руско име. В 1865 година става сътрудник на Руското консулство в Солун. Архимандрит Павел развива усърдна дейност срещу униатската пропаганда в Македония и срещу гръцката пропаганда в Неврокопско, стремейки се да утвърди Екзархията.
Умира в 1901 година в София.